# هشام بن أحمد
هشام بن أحمد ولد في 22 يونيو 1968 في بنزرت، هو سياسي تونسي.

## السيرة الذاتية

### الدراسات
هشام بن أحمد متحصل على إجازة في الدراسات التجارية العليا اختصاص التسويق، وتحصل أيضا على شهادة دراسات عليا في إدارة الشركات (اختصاص السياحة) من معهد الدراسات التجارية العليا بقرطاج.

### المسار المهني
بدأ مساره المهني في 1997 في وزارة التجارة كمكلف بمهمة ومستشار الوزير. بين 2002 و2004، كان مدير ومستشار لدى الإدارة العامة للديوان التونسي للتجارة. عين بعدها كاتب عام ولاية بن عروس حتى 2008. إثرها أصبح المدير المركزي للخطوط التونسية والمدير العام للخطوط التونسية للخدمات الأرضية.

هو عضو مؤسس لمركز المسيّرين الشبان التابع للاتحاد التونسي للصناعة والتجارة والصناعات التقليدية والمنتدى العربي لجمعيات المسيرين الشبان والذي يشغل أمين ماله.

هو أيضا مدرس في المدرسة العليا للتجارة بتونس، وعضو في مجلس إدارة الوكالة الوطنية للمصادقة الإلكترونية، وعضو المكتب الوطني المنظمة التونسية للتربية والأسرة. ترأس أيضا نادي الزيتونة الرياضية.

### المسار السياسي
بين 2010 و2011، كان والي المهدية.

كان من الأوائل الذين انضموا لحزب نداء تونس، وكان عضو مكتبه التنفيذي، الذي استقال منه في يناير 2016، حيث اعتبر أن الحزب «ابتعد عن انتظارات منتخبيه». انضم في يونيو من نفس السنة حزب آفاق تونس، وترأس في 2017 مؤتمره الثاني. جمد عضويته من هذا الحزب في 18 ديسمبر 2017 بسبب معارضة آفاق تونس للحكومة. 

بدأ مساره الحكومي في حكومة يوسف الشاهد وشغل فيها عدة مناصب، حيث عين في 27 أغسطس 2016 ككاتب دولة وزير النقل مكلف بالنقل، وذلك حتى 12 سبتمبر 2017 أين أصبح كاتب دولة لدى وزير التجارة مكلف بالتجارة الخارجية، وبقي في هذا المنصب حتى 14 نوفمبر 2018 حيث عين وزيرا للنقل.